# Focus Migration
focus Migration ist eine Online-Publikationsreihe, die vom Institut für Migrationsforschung und Interkulturelle Studien (IMIS) der Universität Osnabrück und der Bundeszentrale für politische Bildung (bpb) herausgegeben wird. Die Beiträge erscheinen im Rahmen des Dossiers Migration auf der Website der bpb und werden darüber hinaus per E-Mail an rund 4000 Abonnenten verschickt. focus Migration umfasst „Kurzdossiers“ und „Länderprofile“. Sie dienen dazu, wissenschaftlich abgesicherte Informationen über das Themenfeld Migration und Integration für die politische Bildung und die öffentliche Diskussion zur Verfügung zu stellen. Damit wollen sie zur Versachlichung der oftmals emotional geführten Debatte über Zuwanderung beitragen. Chefredakteur ist Migrationshistoriker Jochen Oltmer.

## Länderprofile
Die Länderprofile (ISSN 1864-6220) fassen in kurzer und übersichtlicher Form historische und aktuelle Entwicklungen in den Bereichen Zuwanderung, Flucht, Asyl und Integration in einem bestimmten Land zusammen. Bislang (Stand: März 2014) sind 28 Länderprofile auf Deutsch und Englisch erschienen.

## Kurzdossiers
Die Kurzdossiers (ISSN 1864-5704) bieten einen überblicksartigen Einstieg in spezifische Themen rund um Migration und Integration. Dabei werden verschiedene Aspekte, wissenschaftliche Positionen und Hintergründe beleuchtet und weiterführende Literaturhinweise und Weblinks zur vertieften Auseinandersetzung mit der jeweiligen Thematik vorgeschlagen. Die Beiträge erscheinen in deutscher und englischer Sprache. Bislang (Stand: März 2014) sind 24 Kurzdossiers erschienen.

## Autoren und Zielgruppe
Autoren der Beiträge sind zum einen Migrationsforscher aus dem In- und Ausland wie Ludger Pries, Ahmet İçduygu, Christina Boswell oder Thomas Straubhaar. Daneben schreiben auch junge Nachwuchswissenschaftler für das Magazin. Zur Zielgruppe der Online-Publikationsreihe gehören insbesondere Journalisten, Träger öffentlicher Ämter, Wissenschaftler und andere Multiplikatoren, aber auch die an Migrationsthemen interessierte Öffentlichkeit. So dienen die Beiträge als Vorlage für Unterrichtsmaterialien zum Themenfeld Migration.

## Die Herausgeber
Die Bundeszentrale für politische Bildung (bpb) betreibt u. a. die Förderung des Verständnisses für politische Sachverhalte, die Festigung des demokratischen Bewusstseins und die Stärkung der Bereitschaft zur politischen Mitarbeit. Das Institut für Migrationsforschung und Interkulturelle Studien (IMIS) ist ein interdisziplinäres und interfakultatives Forschungsinstitut der Universität Osnabrück. Es wurde 1991 auf Initiative von Deutschlands bekanntestem Migrationsforscher, Klaus J. Bade, gegründet. Im Rahmen des Forschungsnetzwerks IMISCOE kooperiert das Institut mit anderen europäischen Migrationsforschungsinstituten.